# Randia spinifex
Randia spinifex là một loài thực vật có hoa trong họ Thiến thảo. Loài này được (Roem. & Schult.) Standl. miêu tả khoa học đầu tiên năm 1919.